# Lichnice - Kaňkovy hory
Lichnice - Kaňkovy hory este o arie protejată (arie specială de conservare — SAC, sit de importanță comunitară — SCI) din Republica Cehă întinsă pe o suprafață de 451,24 ha, integral pe uscat.

## Localizare
Centrul sitului Lichnice - Kaňkovy hory este situat la coordonatele 49°52′06″N 15°35′33″E / 49.868333°N 15.5925°E.

## Înființare
Situl Lichnice - Kaňkovy hory a fost declarat sit de importanță comunitară în aprilie 2005 pentru a proteja un număr necunoscut de specii din flora spontană și fauna sălbatică aflate în arealul zonei. Situl a fost protejat și ca arie specială de conservare în iulie 2012.

## Biodiversitate
Situată în ecoregiunea continentală, aria protejată conține 5 habitate naturale: Pajiști panonice carstice (Stipo-Festucetalia pallentis), Pante stâncoase silicioase cu vegetație casmofită, Păduri de fag Asperulo-Fagetum, Păduri de fag Luzulo-Fagetum, Păduri pe pante, grohotișuri și ravene de Tilio-Acerion.
La baza desemnării sitului se află un număr nedeclarat de specii protejate.